# 迪纳拉山脉
迪纳拉山脉是欧洲东南部的一条主要山脉，西起阿尔卑斯山脉，沿亚得里亚海海岸向东南延伸约645公里，东隔多瑙河流域与喀尔巴阡山脉相望，向南延伸为希腊境内诸山脉和爱琴海诸岛。
迪纳拉山脉是欧洲第四大山脉，仅次于高加索山脉、斯堪的纳维亚山脉和阿尔卑斯山脉，跨斯洛文尼亚、克罗地亚、波士尼亞與赫塞哥維納、塞尔维亚、黑山、阿尔巴尼亚和科索沃，最高点为阿尔巴尼亚境内的湖泊峰，海拔2692米。

## 關連項目
- 第拿里人種